# Schiffsbetrieb
Der Begriff Schiffsbetrieb umfasst im engeren Sinne alle Aspekte des nautischen und technischen Betriebes an Bord eines Seeschiffes.
Im weiteren Sinne werden unter Schiffsbetrieb (auch Gesamtschiffsbetrieb) alle nautischen und technischen Einrichtungen und Systeme, aber auch betriebliche Abläufe zusammengefasst. Dazu gehören Navigation, Manövrieren, allgemeine Seemannschaft, Beballastung, Kommunikation, Schiffssicherheit, Bebunkerung sowie der Ladungsbetrieb (Beladungsplanung und Überwachen der See- und Ladetüchtigkeit des Schiffes). Weiter zählen dazu Betrieb und Wartung der Maschinen- und Hilfsbetriebssysteme, Verwaltung und Pflege des Inventars, Konservierung der wetterexponierten Einrichtungen, Zubereitung der Mahlzeiten und die Gesundheitsfürsorge. Schließlich sind auch Verwaltungsaufgaben inbegriffen, wie zum Beispiel das Ein- und Ausklarieren bei Behörden sowie die Verwaltung der Musterrolle und anderer Schiffspapiere (beispielsweise der Dokumente für Versicherung, Fahrterlaubnis und Klassifikation).

## Klassischer Schiffsbetrieb
Im klassischen Schiffsbetrieb werden die einzelnen Aufgabenbereiche an Bord streng unterschieden, insbesondere der Decksbetrieb und der Maschinenbetrieb. Der Decksbetrieb wird vom Ersten Offizier geleitet, der Maschinenbetrieb vom Leitenden Ingenieur (auch Chief). 1.O. und Chief sind dem Kapitän als Verantwortlichem für den Gesamtschiffsbetrieb unterstellt. Alle drei zusammen bilden die Schiffsführung, wobei der Erste Offizier regelmäßig als Stellvertreter des Kapitäns fungiert.
Der erste Offizier wird in seinen Aufgaben von den nachgeordneten nautischen Offizieren, ggf. dem Funkoffizier, dem Bootsmann, dem Zimmermann (Schiffszimmerer) sowie den Matrosen unterstützt, er ist deren dienstlicher Vorgesetzter. Auf Handelsschiffen untersteht ihm auch das Küchen- und Bedienpersonal (Stewards, Messejungen) in den Messen. Auf Passagierschiffen berichtet diese Gruppe an den Leiter des Hotelbetriebes, der früher als Zahlmeister (auch Purser) bezeichnet wurde.
Der Leitende Ingenieur wird von den nachgeordneten technischen Offizieren (2. Ing., 3. Ing.) und den Ingenieursassistenten unterstützt. Er steht dem Maschinenpersonal vor, also Storekeeper, Motorenwärtern, Elektrikern, Ölern und Reinigern. Gegebenenfalls ist er für die Auszubildenden verantwortlich.

## Moderner Schiffsbetrieb
Im Rahmen des höheren Automatisierungsgrades an Bord von Schiffen sowie dem als Folge des internationalen Wettbewerbs vorherrschenden Trends zur Besatzungsreduzierung ist eine zunehmende Integration der einzelnen Aufgabenbereiche zu erkennen. Diese Entwicklung nahm insbesondere in Deutschland ihren Anfang mit der Einführung des Schiffsbetriebsmeisters (SBM) als Vormann und der Schiffsmechaniker, die auf Mannschaftsebene gleichermaßen für den Decks- und Maschinenbereich ausgebildet und zuständig sind. Im weiteren Verlauf wurden auch im Offiziersbereich entsprechende Integrationsschritte eingeleitet, die in das Berufsbild des Schiffsbetriebsoffiziers mündeten, der sowohl Inhaber eines nautischen als auch eines technischen Befähigungszeugnisses ist.
Das klassische Bordmanagement bestehend aus Kapitän, Erstem Offizier und Leitendem Ingenieur blieb allerdings erhalten. Allerdings können diese Personen durchaus im Besitz eines Doppelpatentes sein und dürften dann auch Aufgaben im Gesamtschiffsbetrieb übernehmen. Während anfänglich die Ausbildungsvoraussetzungen für die Erteilung des zweiten Patents durch Fortbildungsmaßnahmen und Zusatzqualifikationen von zunächst ausschließlich nautischen oder technischen Schiffsoffizieren erfüllt wurden, so werden heute auch integrierte Ausbildungs- und Studiengänge angeboten, die von vornherein den Erwerb des Doppelpatentes zum Ziel haben.
Der Einsatz von integrierten Besatzungen, insbesondere auf Offiziersebene, stellt hohe Anforderungen an die Auslegung der Schiffe. In diesem Zusammenhang wurde von einigen Reedereien Anfang der 1980er Jahre das Projekt Schiff der Zukunft aufgelegt, welches insbesondere die Einführung der Schiffsbetriebszentrale als Kombination aus Kommandobrücke und Maschinenleitstand sowie die Erhöhung des Automationsgrades zum zentralen Anliegen hatte. Auch der zunehmende Einsatz von integrierten Navigationssystemen ist Bestandteil der Maßnahmen zur Ermöglichung eines integrierten Schiffsbetriebes.

### Umsetzung
Am Entwicklungsprogramm Schiff der Zukunft, das bedeutenden Einfluss auf den Schiffsbetrieb nehmen sollte, beteiligten sich etwa 30 Firmen. Planung und Umsetzung nahmen zwölf Jahre in Anspruch. Das erste Seeschiff nach den genannten Gesichtspunkten des modernen Schiffsbetriebs war das bei Howaldtswerke-Deutsche Werft gebaute Containerschiff Norasia Samantha (Schiff, 1985) mit einer Kapazität von 1940 TEU. Dieser für heutige Verhältnisse eher kleine Prototyp setzte Maßstäbe im Grad an Automation, Sicherheit und Wirtschaftlichkeit.

## Trends
Der Integrationsprozess auf Mannschaftsebene setzt sich fort und ist unumstritten. Auf der Offiziersebene hingegen ist eine zunehmende Rückkehr zur klassischen Aufgabenverteilung erkennbar. Zum einen liegt dies an der Verfügbarkeit von nautischen und technischen Schiffsoffizieren aus Billiglohnländern, wie zum Beispiel den Philippinen, China und osteuropäischen Ländern. Die dortigen traditionellen Seefahrtschulen bilden in jeweils einem der beiden Bereiche Nautik und Technik aus. Diese Offiziere stehen für einen Bruchteil der Heuer deutscher Schiffsbetriebsoffiziere zur Verfügung. Zum anderen kann die fehlende Spezialisierung der Schiffsbetriebsoffiziere einen Mangel an Erfahrung in den jeweiligen Ressorts bedingen, was sich negativ auf den sachgerechten, effizienten und auch kostenoptimierten Betrieb des Schiffes auswirkt. Als Konsequenz dieser Entwicklung wurde bereits die erste deutsche Ausbildungsstätte für ausschließlich integrierte Schiffsoffiziere geschlossen, nämlich der Fachbereich Seefahrt an der Fachhochschule Hamburg.